# 紹先
紹先（1869年—20世纪？），字復初，号舟生，江寧駐防鑲黃旗滿洲人，清朝政治人物、同進士出身。
光緒二十九年（1903年），参加光緒癸卯科殿試，登進士三甲第4名。同年閏五月，以主事分部学习。